# تفجيرا فولغوغراد في ديسمبر 2013
وقع تفجير محطة فولغوغراد 2013  (بالإنجليزية: 2013 Volgograd station bombing) في 29 كانون الأول/ديسمبر 2013، حدث التفجير الانتحاري في ردهة مدخل محطة قطارات في مدينة فولغوغراد، فولغوغراد أوبلاست في جنوب روسيا، مما أسفر عن مقتل خمسة عشر شخصًا على الأقل وإصابة ما يقرب من خمسين. تم تنفيذ الهجوم من قبل انتحارية. ولم تعلن أي جماعة مسؤوليتها عن الهجوم.
وفي 30 ديسمبر وقع تفجير آخر استهدف حافلة، وقتل 14 شخصا. في 30 يناير 2014، أعلنت اللجنة الوطنية لمكافحة الإرهاب عن تحديد هوية منفذي الهجمات الانتحارية.

## الخلفية
قبل شهرين من تفجير المحطة، قامت انتحارية بتفجير نفسها في حافلة في فولغوغراد في 21 أكتوبر، قاتلة ثمانية أشخاص. كان يعتقد أنها عضوة في إمارة القوقاز الإسلامية، وهو تنظيم انفصالي إسلامي. وقبل يومين من تفجير المحطة، تفجرت سيارة في بياتيغورسك، وقتل ثلاثة أشخاص.

## ردود الفعل
الرئيس فلاديمير بوتين زار المصابين وعلق على التفجيرات: «وضاعة الجريمة أو الجرائم التي ارتكبت هنا في فولغوغراد لا تحتاج إلى تعليق إضافي».

## معرض صور

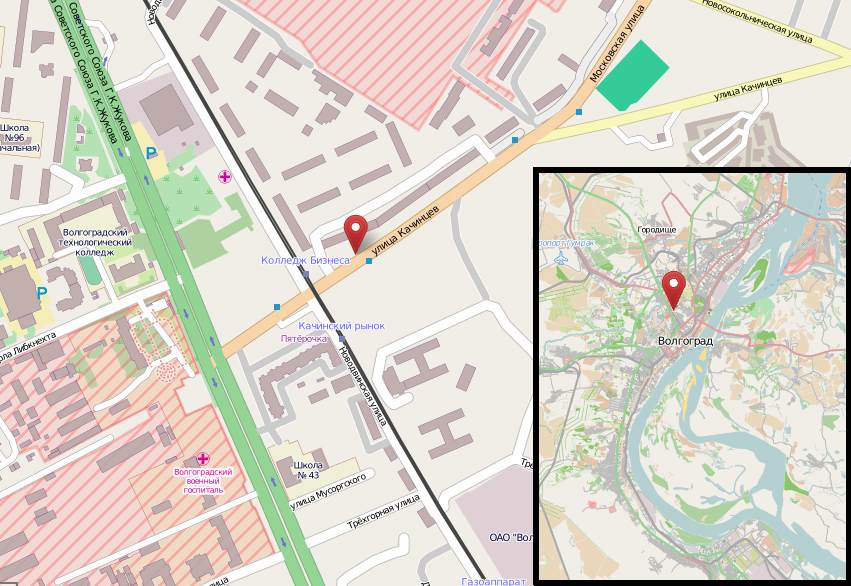
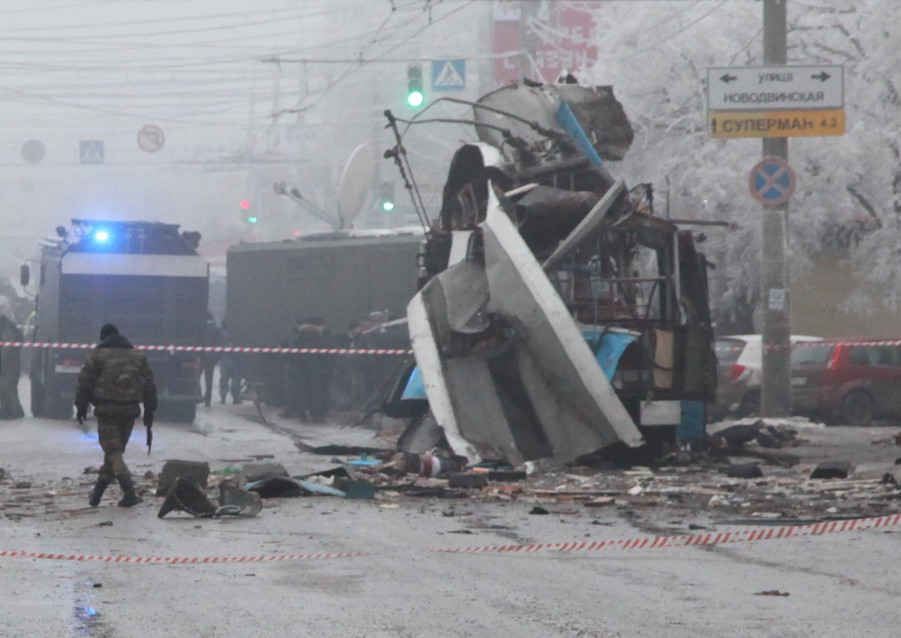
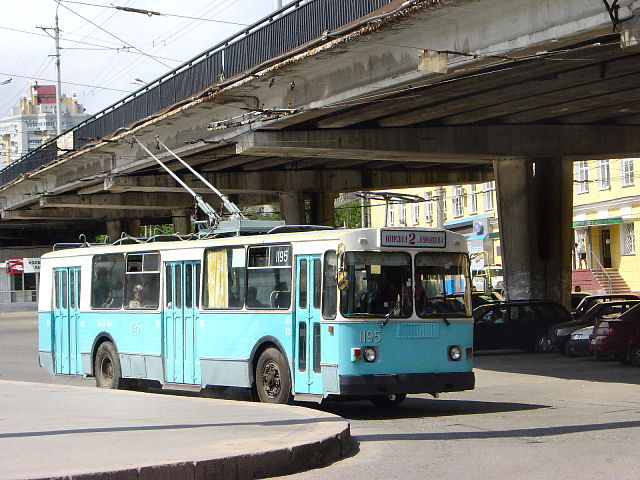

## وصلات خارجية
- جهاديو القوقاز يعودون إلى الواجهة مع تفجيرات فولغوغراد الانتحارية. فرنسا 24.